# アレックス・ヴァン・ヘイレン
アレックス・ヴァン・ヘイレン（Alex van Halen、本名：Alexander Arthur van Halen、1953年5月8日 - ）は、オランダ系アメリカ人のロック・ドラマー、音楽家である。
ハードロックバンド、ヴァン・ヘイレンのドラマーで、同バンドのギタリストのエドワード・ヴァン・ヘイレンは実弟にあたる。
姓はオランダでは「ファン・ハーレン」と読むが、この兄弟に関してはオランダ生まれながら英語読みの「ヴァン・ヘイレン」が一般化したようである。
オランダのナイメーヘン生まれ。父親はオランダ人、母親はインドネシア系である。1962年に家族とともにアメリカ合衆国　カリフォルニア州へ移住。
ヴォルフガング・ヴァン・ヘイレンは甥に当たる。身長183cm。
「ローリング・ストーン誌の選ぶ歴史上最も偉大な100人のドラマー」において32位。